# Pentax K-3 II
Die Pentax K-3 II ist eine APS-C digitale Spiegelreflexkamera, die vom japanischen Hersteller Ricoh unter der Marke Pentax vertrieben wird. Sie wurde am 23. April 2015 als neues Spitzenmodell vorgestellt und ist seit dem 1. Juni 2015 in Deutschland im Handel.
Von der Vorgängerin Pentax K-3 unterscheidet sie sich insbesondere durch ein integriertes GPS-Modul mit Astrotracer-Funktion (automatischer Verfolgung des Sternenhimmels durch Sensorshift für scharfe Himmelsfotografie bei Nacht) und die „Pixel Shift Resolution“-Funktion, die eine höhere Auflösung bei gleicher Pixelzahl ermöglicht. Das integrierte GPS-Modul zeichnet auch die Positionen der Kamera in einer Log-Funktion auf und nicht nur bei einer Aufnahme. Durch die Integration des GPS-Moduls ist der eingebaute Blitz weggefallen.
Bei der „Pixel Shift Resolution“-Funktion werden vier in schneller Folge aufgenommene Einzelbilder automatisch kombiniert, wobei dazu der Sensor jeweils um 1 Pixel (etwa 4 µm) bewegt wird. Das führt dazu, dass alle 4 Farben (2 * Grün, 1 * Rot und 1 * Blau) des Bayer-Patterns an derselben Stelle aufgezeichnet werden. Damit wird für jedes Pixel das gesamte Farbspektrum aufgezeichnet. Das Ergebnis davon ist eine genauere Farbwiedergabe für jedes Pixel und eine höhere Auflösung. Die Bilder können sowohl als JPEG als auch als RAW-Dateien gespeichert werden. In dieser RAW-Datei sind die 4 Einzelaufnahmen vorhanden. Zurzeit können diese Raw-Dateien nur von dem Pentax eigenen Raw-Entwickler (DCU) und einer Modifikation von DCRaw entwickelt werden, die anderen großen Hersteller von Rawentwicklern können das Format derzeit noch nicht verarbeiten. Das Verfahren eignet sich aber nur für statische Motive, da von der ersten bis zur letzten Belichtung etwa 1,3 Sekunden verstreichen. Außerdem sollte die Kamera auf einem stabilen Stativ stehen.
Des Weiteren wurde nach Herstellerangaben der Bildstabilisator nach CIPA-Standard von 3,5 auf 4,5 Lichtwerte verbessert und das Autofokusmodul optimiert.